# Calvin Brock
Calvin Brock (* 22. Januar 1975 in Charlotte, North Carolina) ist ein ehemaliger US-amerikanischer Schwergewichtsboxer.

## Amateur
Brock begann im Alter von zwölf Jahren mit dem Boxen, verlor allerdings seine ersten sechs Kämpfe. 1996 scheiterte er im Qualifikationsturnier für die Olympischen Spiele in Atlanta in der Schwergewichtsklasse am späteren Bronzemedaillengewinner Nate Jones, so dass ihm eine Olympiateilnahme vorläufig verwehrt blieb. 1997 und 1998 unterlag er als Schwergewichtler (bis 91Kg) bei den US-amerikanischen Amateurmeisterschaften im Finale jeweils seinem Angstgegner DaVarryl Williamson (vier Niederlagen in vier Kämpfen), 1998 gewann er aber die Golden Gloves bis 91Kg, nach seinem Aufstieg in das Superschwergewicht konnte er schließlich 1999 auch den Meistertitel gewinnen.
Er qualifizierte sich im Jahr 2000 für die Olympischen Spiele in Sydney, wurde aber schon in der ersten Turnierrunde deutlich von Paolo Vidoz besiegt. Vidoz gelang im Kampfverlauf ein Niederschlag in dessen Folge der Ringrichter den Kampf dann aufgrund der klaren Überlegenheit des Italieners abbrach, eine Niederlage, die ihm bis heute nachhängt. Er führte seine Leistung auf das zu harte Training des Olympiateams zurück. Seine Amateurbilanz war 147-38.

## Profikarriere
Er unterschrieb nach den Olympischen Spielen bei Main Events, sein Manager ist Jim Thomas, der auch Evander Holyfield betreute. Das Ring Magazine begrüßte ihn mit der Prognose, dass kein Olympiateilnehmer schlechter abschneiden werde als er.
Als Profi boxte er zunächst eine Reihe unbekannter Aufbaugegner, die einzig positiven Schlagzeilen machte er durch einen brutalen Schlaghand-KO gegen Jim Strohl. Der ungeschlagene Terry Smith (damals 20-0-1) war ein recht bekannter Amateur in den USA, der im Fernsehen übertragene Punktsieg Brocks im Mai 2004 begeisterte aber kaum.
Selbst gegen einen deutlich nicht mehr in Topform boxenden Clifford Etienne war er Anfang 2005 für viele der Außenseiter. Er gewann aber klar durch technischen KO in der dritten Runde, nachdem er seinen Gegner zuvor drei Mal zu Boden schlagen konnte.
Der bisher wichtigste Sieg seiner Profikarriere gelang ihm gegen Jameel McCline. Er musste in der siebten Runde zu Boden, steckte den Niederschlag aber weg und konnte dennoch nach Punkten gewinnen. Es tauchten aber erneut Fragen nach seinen Nehmerfähigkeiten auf. Schon nach diesem Kampf kam es zu Gesprächen um einen Titelkampf mit Vitali Klitschko.
Den trotz durchwachsener Bilanz (20-10) recht angesehenen Zuri Lawrence (Sieger über McCline und Paolo Vidoz) konnte er mit einem einzigen linken Haken schwer KO schlagen. Dies war zum einen insofern bemerkenswert, als dass er zuvor nie durch besondere Schlaghärte aufgefallen war und zum anderen seine KOs sonst meist mit der Schlaghand erzielte.
Im Juni 2006 folgte dann ein eher glanzloser Punktsieg gegen den ungeschlagenen Usbeken Timur Ibragimow. Durch den Sieg mittlerweile auf die dritte Position der IBF-Rangliste vorgerückt, bot er sich als Gegner für eine freiwillige Titelverteidigung des Titelträgers Wladimir Klitschko an. Der Kampf fand am 11. November 2006 im New Yorker Madison Square Garden statt. Brock verlor durch KO in der siebten Runde, die erste Niederlage seiner Profikarriere. Er erhielt für diesen Kampf 1,2 Mio. Dollar Kampfbörse.
Seine zwei folgenden Kämpfe gewann er, machte jedoch keinen überzeugenden Eindruck. Dennoch wurde er von der IBF für ein Ausscheidungsturnier um das Recht, den IBF-Weltmeister herausfordern zu dürfen, ausgewählt. Brock traf am 2. November 2007 im Rahmen dieses Turniers auf seinen Landsmann Eddie Chambers und verlor knapp durch eine 1:2 Punktrichterentscheidung.
Eine nach dem Chambers Kampf durchgeführte, missglückte Augenoperation, die ihn auf dem rechten Auge erblinden ließ, zwang ihn zum vorzeitigen Karriereende.
Er arbeitet jetzt als Immobilienmakler bei der Nichols Company.

## Sonstiges
Er gilt als sehr gläubig, eines seiner Hobbys ist Stepptanz. 1999 machte Brock, dessen Eltern beide Akademiker sind, seinen Abschluss („Bachelor's Degree“) in Betriebswirtschaftslehre an der Charlotte University. Anschließend arbeitete er für neun Monate für die Bank of America als „Operation Call Analyst“. Dies bescherte ihm seinen ungewöhnlichen Spitznamen „The Boxing Banker“.